# Franz Bopp
Franz Bopp (Magonza, 14 settembre 1791 – Berlino, 23 ottobre 1867) è stato un filologo, linguista e orientalista tedesco, riconosciuto, insieme a Rasmus Christian Rask, quale fondatore dell'indoeuropeistica come scienza.

## Biografia

### La formazione
Bopp nacque a Magonza ma la sua famiglia, a causa dei disordini politici del tempo, si trasferì a Aschaffenburg, parte dell'elettorato di Magonza. Lì ricevette un'educazione umanistica e conobbe il filologo Karl Joseph Hieronymus Windischmann, che lo indirizzò verso lo studio delle lingue e delle letterature d'Oriente. Windischmann apparteneva, insieme a Georg Friedrich Creuzer, Johann Joseph von Görres e i fratelli Wilhelm August e Friedrich von Schlegel, a quella corrente di intellettuali romantici che diffuse in Germania un grande entusiasmo per la lingua, la letteratura, la religione e la filosofia indiana). Fu proprio il capitale lavoro di Friedrich Schlegel del 1808, Über die Sprache und Weisheit der Indier ("La lingua e la sapienza degli indiani"), a stimolare grandemente l'interesse di Bopp per lo studio del sanscrito, la lingua sacra dell'induismo.

### Il soggiorno a Parigi
Nel 1812 andò a Parigi, a spese del governo bavarese, per dedicarsi più approfonditamente allo studio del sanscrito. Qui incontrò studiosi come Antoine-Léonard Chézy, Silvestre de Sacy, Louis-Mathieu Langlès e, soprattutto, Alexander Hamilton (1762–1824), il quale era divenuto pratico del sanscrito in India e che aveva prodotto, insieme a Langlès, un catalogo descrittivo dei manoscritti sanscriti presso la biblioteca imperiale. Nella biblioteca, Bopp ebbe accesso non solo alla collezione di manoscritti (la maggior parte portati dall'India da Jean François Pons all'inizio del XVIII secolo) ma anche dei libri in sanscrito.

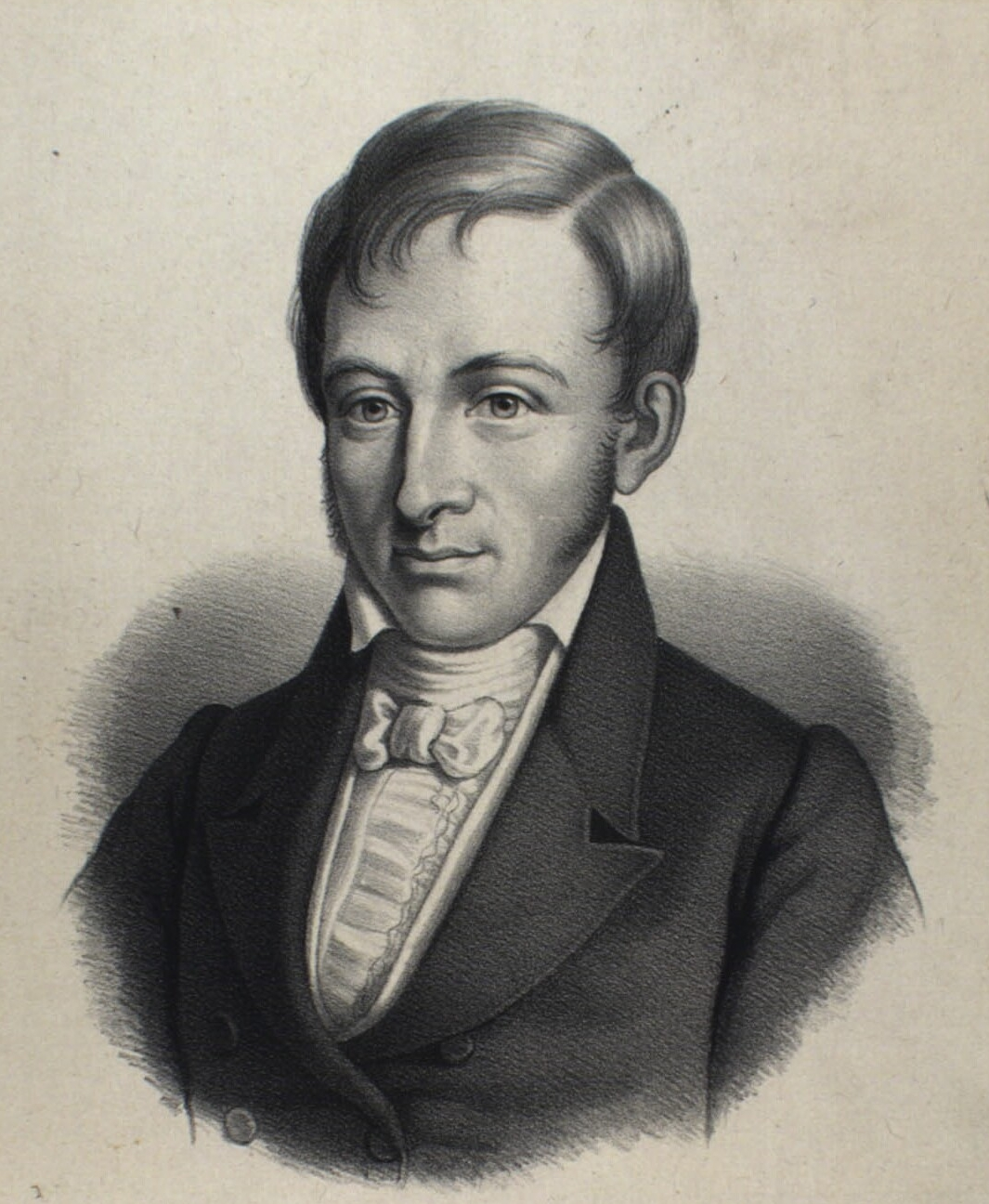
Rasmus Christian Rask

Il primo frutto dei suoi quattro anni di studio di Parigi apparve a Francoforte sul Meno nel 1816, con il titolo di Über das Conjugationssystem der Sanskritsprache in Vergleichung mit jenem der griechischen, lateinischen, persischen und germanischen Sprache ("Sul sistema di coniugazione del sanscrito, in confronto con quello greco, latino, persiano e germanico"), con una prefazione di Windischmann. In questo primo libro, Bopp entrò per la prima volta nella riflessione che lo avrebbe animato per tutta la vita. Ritenendo già fondata da altri studiosi la parentela esistente tra il sanscrito, il persiano, il greco antico, il latino o il tedesco, Bopp si propose di individuare la comune origine delle forme grammaticali di queste lingue e delle loro flessioni.
L'analisi storica di queste forme, applicandosi esclusivamente al verbo, fornì il primo materiale della storia della linguistica comparativa. Per la prima volta furono così studiate sistematicamente le relazioni tra le lingue indoeuropee al di là delle semplici analogie lessicali, che potrebbero essere frutto di coincidenze o di prestiti: Bopp, al contrario, mostrò come i nessi tra le lingue della famiglia coinvolgano anche i sistemi grammaticali e i sistemi morfologici, che non possono essere oggetto di scambi tra le lingue, ma soltanto derivare da un comune antenato, tanto che questo suo saggio rappresenta - insieme a Undersøgelse om det gamle Nordiske eller Islandske Sprogs Oprindelse di Rasmus Christian Rask, scritto nel 1814 ma pubblicato soltanto nel 1818 - il punto di nascita dell'indoeuropeistica come scienza.

### Il soggiorno a Londra

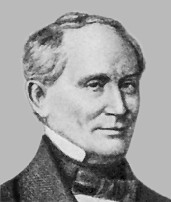
Franz Bopp

Dopo un breve soggiorno in Germania Bopp si spostò a Londra, dove conobbe Charles Wilkins e Henry Thomas Colebrooke. Inoltre divenne amico di Wilhelm von Humboldt, ambasciatore prussiano presso il Regno Unito, al quale insegnò il sanscrito. Scrisse un saggio per gli Annals of Oriental Literature (1820), intitolato Analytical Comparison of the Sanskrit, Greek, Latin and Teutonic Languages ("Comparazione analitica tra il sanscrito, il greco, il latino e le lingue teutoniche") sviluppò le sue considerazioni all'intero sistema linguistico, e non più soltanto al verbo come aveva fatto nel primo libro.
Pubblicò inoltre un'edizione critica, con note e traduzione in latino, della storia di Nala e Damayanti (1819), il più significativo episodio del Mahābhārata. Nei successivi anni berlinesi contribuì ulteriormente alla diffusione della conoscenza del poema epico induista in Europa, traducendo altri episodi ("Indralokâgama e altri tre", 1824); "Diluvio e altri tre", 1829) e curando una nuova edizione di Nala (1832); tutti questi, al pari dell'edizione di Wilhelm von Schlegel del Bhagavad Gita (1823), furono di grande aiuto per tutti l'insegnamento della lingua sanscrita. Con la pubblicazione, a avvenuta a Calcutta, dell'intero Mahābhārata, Bopp smise di pubblicare testi sul sanscrito e si diede esclusivamente all'investigazione grammaticale.

### Il soggiorno a Berlino
Dopo un breve soggiorno presso l'Università di Gottinga, Bopp vinse, grazie anche alla raccomandazione di Humboldt, la cattedra di Sanscrito e di Glottologia all'Università di Berlino (1821) e divenne membro dell'Accademia prussiana delle arti l'anno successivo, lo stesso in cui iniziò a lavorare a una grammatica critica della lingua sanscrita, pubblicata in tedesco nel 1827 (Ausführliches Lehrgebäude der Sanskritsprache) e in latino nel 1832 (Grammatica critica linguae sanscritae). Pubblicò inoltre un piccolo trattato di grammatica (1834) e un glossario sanscrito-latino (1830) nel quale, specialmente nella seconda e nella terza edizione (1847 e 1868-71), inserì anche rimandi alle lingue affini.
Sua principale attività durante il periodo berlinese fu comunque l'elaborazione della sua "Grammatica comparativa" in sei parti, pubblicata nell'arco di un ventennio (1833, 1835, 1842, 1847, 1849, 1852) sotto il titolo di Vergleichende Grammatik des Sanskrit, Zend, Griechischen, Lateinischen, Litauischen, Gotischen und Deutschen ("Grammatica comparata di sanscrito, avestico, greco, latino, lituano, gotico e tedesco"). L'estrema cura riservata da Bopp a tali studi è attestata dalle serie di monografie pubblicate tra il 1824 e il 1831 negli Atti dell'Accademia di Berlino e intitolate Vergleichende Zergliederung des Sanskrits und der mit ihm verwandten Sprachen ("Analisi comparata del sanscrito e delle lingue correlate"). In lavori successivi estese la comparazione allo slavo antico e all'armeno.
Importanti anche gli studi sul vocalismo delle lingue germaniche (1836), sulle lingue celtiche (1839), sui nessi tra lingue maleo-polinesiane e lingue indoeuropee (1840), sulle lingue caucasiche (1846), sui rami caucasici della famiglia indoeuropea (1847), sull'antico prussiano (1853), sull'accento in greco e in sanscrito (1854) e sull'albanese (1855).
Bopp morì a Berlino il 23 ottobre 1867 e fu sepolto nel cimitero di Dreifaltigkeitskirchhof II, nel quartiere di Kreuzberg.

## Opere

### Saggi
- Über das Conjugationssystem der Sanskritsprache in Vergleichung mit jenem der griechischen, lateinischen, persischen und germanischen Sprache, Andreaischen Buchhandlung, Francoforte sul Meno, 1816. Ora in: (DE) Roy Harris (a cura di), Über das Conjugationssystem der Sanskritsprache in Vergleichung mit jenem der griechischen, lateinischen, persischen und germanischen Sprache; Uber die celtischen Sprachen, Londra-New York, Routledge, 1999, ISBN 0-415-20463-1.
- Analytical Comparison of the Sanskrit, Greek, Latin and Teutonic Languages, in Annals of Oriental Literature, Londra, 1820.
- Glossarium sanscritum, Dummler, Berlino, 1830.
- Ausführliches Lehrgebäude der Sanskritsprache, Druckerei der Koniglichen Akademie der Wissenschaften, Berlino, 1827.
- Grammatica critica linguae sanscritae, Dummler, Berlino, 1832.
- Vergleichende Grammatik des Sanskrit, Zend, Griechischen, Lateinischen, Litthauischen, Gothischen und Deutschen, Druckerei der Königlichen Akademie der Wissenschaften, Berlino, 1833-1852. Ora in: (DE) Roy Harris (a cura di), Vergleichende Grammatik, Londra-New York, Routledge, 1999,  pp. 2 voll., ISBN 0-415-20472-0, e.
- Kritische Grammatik der Sanskritsprache in kürzerer Fassung, Nicolaische Verlagsbuchhandlung, Berlino, 1834.
- Vocalismus, oder sprachvergleichende Kritiken, Berlino, 1836.  Versione digitale, su books.google.de. URL consultato il 10 ottobre 2009.
- Über die keltischen Sprachen, Berlino, 1839.
- Über die Verwandtschaft der malaiisch-polynesischen Sprachen mit dem Indogermanischen, Berlino, 1841.
- Über die kaukasischen Glieder des indo-europäischen Sprachstammes, Berlino, 1847.
- Glossarium sanscritum in quo omnes radices et vocabula usitatissima explicantur et cum vocabulis graecis, latinis, germanicis, lithuanicis, slavicis, celticis comparantur, Dummler, Berlino, 1847.
- Über die Sprache der alten Preußen, Berlino, 1853.
- Vergleichendes Accentuationssystem nebst einer gedrängten Darstellung der grammatischen Ubereinstimmungen des Sanskrit und Griechischen, Dummler, Berlino, 1854.
- Über das Albanesische in seinen verwandtschaftlichen Beziehungen, Berlino, 1855.

### Traduzioni e curatele
- Ardschuna's Reise zu Indra's Himmel, nebst anderen Episoden des Maha-Bharaba, Druckerei der Königlichen Akademie der Wissenschaften, Berlino, 1824.  Versione digitale, su books.google.de. URL consultato il 10 ottobre 2009.
- Diluvium cum tribus aliis Maha-Bharati praestantissimis episodiis, Dummler, Berlino, 1829.
- Die Sündflut nebst drei andern der wichtigsten Episoden des Mahâbhârata, Druckerei der Königlichen Akademie der Wissenschaften, Berlino, 1829.  Versione digitale, su books.google.de. URL consultato il 10 ottobre 2009.
- Nalas und Damajanti, Berlino, 1838.  Versione digitale, su books.google.de. URL consultato il 10 ottobre 2009.